# I (canção de Taeyeon)
"I" é uma canção gravada pela cantora sul-coreana Taeyeon com a participação de Verbal Jint, contida em seu primeiro extended play de mesmo nome. A canção foi escrita pela artista juntamente com Mafly e Verbal Jint, e produzida por Myah Marie Langston, Bennett Armstrong, Justin T. Armstrong, Cosmopolitan Douglas, David Quinones, Jon Asher e Ryan S. Jhun. "I" foi lançada em formato digital em 7 de outubro de 2015, em conjunto com o lançamento do EP, e em 9 de outubro, através do programa de rádio K-Pop Connection da Korean Broadcasting System.
Após o seu lançamento, "I" recebeu críticas favoráveis dos críticos de música, que elogiaram seu estilo musical e os vocais de Taeyeon. Comercialmente, o single atingiu o topo da parada sul-coreana Gaon Digital Chart. Para a sua promoção, Taeyeon realizou diversas aparições em programas musicais, incluindo Inkigayo, Music Bank e M! Countdown.

## Antecedentes e lançamento
Taeyeon estreou como cantora em 2007, como membro e líder do popular grupo feminino Girls' Generation. Desde então, ela também tornou-se reconhecida como solista, através da gravação de canções para trilhas sonoras de filmes e para a televisão, incluindo "If" pertencente a trilha sonora de Hong Gil Dong (2008), "I Love You" para Athena: Goddess of War (2010) e "Missing You Like Crazy" para The King 2 Hearts (2012), com este último obtendo vendas digitais que ultrapassaram 1,845,000 mil cópias durante o ano de 2012. Estes e diversos outros lançamentos ocorreram ao longo dos anos, como a sua participação em canções de outros artistas, sem contudo Taeyeon ter lançado um álbum solo oficial até o ano de 2015.
Em 10 de setembro de 2015, a SM Entertainment revelou que Taeyeon estava trabalhando em seu primeiro álbum solo sem garantir a data exata de lançamento. Em 7 de outubro, seu primeiro extended play foi oficialmente lançado trazendo a canção "I" como sua faixa título. Em 9 de outubro, a canção foi enviada a rádio Korean Broadcasting System e exibida durante o programa K-Pop Connection.

## Composição
"I" é uma canção pertencente ao gênero pop rock e possui letras produzidas em uma narrativa autobiográfica, que pretende falar do ponto de vista de Taeyeon, sobre ser uma celebridade e, em suas próprias palavras, "sobre ser você mesmo de uma forma mais livre, enquanto se afasta de tempos difíceis e frustrantes". Ela acrescentou ainda que gostaria que a canção expressasse um sentimento de que a música é a sua vida.
Jeff Benjamin escrevendo para a Billboard, descreveu "I" como um single pop-rock exuberante e acústico, comparando-o a parte do material da cantora estadunidense Taylor Swift em Red (2012).

## Recepção

### Crítica profissional
"I" recebeu críticas positivas da crítica especializada. Ela foi nomeada como a segunda e a décima quinta melhor canção de K-pop do ano de 2015 pela Billboard e pela revista inglesa Dazed, respectivamente. Além disso, "I" foi classificada em 58º lugar na lista de 100 melhores canções de K-Pop da Billboard dos anos 2010.
| Crítica/Publicação | Lista                                                        | Classificação | Ref.   |
| ------------------ | ------------------------------------------------------------ | ------------- | ------ |
| Billboard          | As 20 Melhores Canções de K-Pop de 2015                      | 2             | [ 18 ] |
| Billboard          | As 100 Melhores Canções de K-Pop dos anos 2010: Funcionários | 58            | [ 17 ] |
| Dazed              | As 20 Melhores Faixas de K-Pop de 2015                       | 15            | [ 19 ] |

### Reconhecimento
| Ano  | Prêmio                  | Categoria                           | Resultado | Ref.   |
| ---- | ----------------------- | ----------------------------------- | --------- | ------ |
| 2015 | Mnet Asian Music Awards | Melhor Performance Vocal – Feminino | Indicado  | [ 20 ] |
| 2015 | Mnet Asian Music Awards | Canção do Ano                       | Indicado  | [ 20 ] |
| 2016 | Gaon Chart Music Awards | Canção do Ano – Outubro             | Venceu    | [ 21 ] |
| 2016 | Golden Disc Awards      | Daesang Digital                     | Venceu    | [ 22 ] |

| Programa         | Emissora | Data                   | Ref.   |
| ---------------- | -------- | ---------------------- | ------ |
| Show Champion    | MBC M    | 14 de outubro de 2015  | [ 23 ] |
| M Countdown      | Mnet     | 15 de outubro de 2015  | [ 24 ] |
| M Countdown      | Mnet     | 22 de outubro de 2015  |        |
| M Countdown      | Mnet     | 29 de outubro de 2015  |        |
| Music Bank       | KBS      | 16 de outubro de 2015  | [ 25 ] |
| Music Bank       | KBS      | 23 de outubro de 2015  |        |
| Music Bank       | KBS      | 30 de outubro de 2015  | [ 26 ] |
| Show! Music Core | MBC      | 24 de outubro de 2015  | [ 27 ] |
| Inkigayo         | SBS      | 18 de outubro de 2015  | [ 28 ] |
| Inkigayo         | SBS      | 25 de outubro de 2015  | [ 23 ] |
| Inkigayo         | SBS      | 22 de novembro de 2015 |        |

## Vídeo musical
O vídeo musical de "I" foi filmado em Auckland, Nova Zelândia, e utilizou-se do cenário de natureza como pano de fundo. Ele inclui paisagens arrebatadoras justapostas com cenas da cidade e conta a história de uma jovem "em busca de sua verdadeira identidade". O irmão mais velho de Taeyeon, realizou uma participação especial na produçãp como cliente do bar The Portland Public House, no subúrbio de Kingsland, onde ela trabalha no vídeo.

## Desempenho nas paradas musicais
"I" estreou diretamente no topo da Gaon Digital Chart na Coreia do Sul, referente a semana de 4 a 10 de outubro de 2015, além disso, também estreou no topo da Gaon Download Chart com 313,950 downloads digitais pagos e em número dois pela Gaon Streaming Chart com 4,588,482 streams. Mais tarde, "I" também atingiu o topo da parada mensal de outubro de 2015 da Gaon Digital Chart. e a seguir, obteve vendas digitais de mais de 2,500,000 mil cópias. Nos Estados Unidos, "I" vendeu quinze mil download digitais pagos.
| Parada musical (2015)              | Melhor posição |
| ---------------------------------- | -------------- |
| Coreia do Sul (Gaon Digital Chart) | 1              |

| Parada musical (2015)              | Posição |
| ---------------------------------- | ------- |
| Coreia do Sul (Gaon Digital Chart) | 39      |
| Parada musical (2016)              | Posição |
| Coreia do Sul (Gaon Digital Chart) | 99      |

## Histórico de lançamento
| Região        | Data                 | Formato                       | Gravadora   | Ref.  |
| ------------- | -------------------- | ----------------------------- | ----------- | ----- |
| Coreia do Sul | 7 de outubro de 2015 | CD download digital streaming | SM KT Music | [ 8 ] |
| Mundo         | 7 de outubro de 2015 | Download digital streaming    | SM          | [ 9 ] |